# Komunitní rada Brooklynu 9
Komunitní rada Brooklynu 9 (Brooklyn Community Board 9) je komunitní rada v Brooklynu v New Yorku.
Zahrnuje části Crown Heights, Prospect Heights Gardens a Wingate. Ohraničuje ji na západě Ocean Avenue a Flatbush Avenue, na severu Eastern Parkway, na východě Rochester, East New York Avenue a Utica Avenues a na jihu Clarkson Avenue. Předsedou je Rabbi Jacob Z. Goldstein a správcem Pearl R. Miles. Má rozlohu 1,6 km² av roce 2000 zde žilo 104 014 obyvatel.